# FAO Schwarz
FAO Schwarz é uma famosa revendedora de brinquedos, baseada na cidade de Nova Iorque. Nela temos grandes e diversos brinquedos de todos os preços. O mais famoso na loja é o piano de chão gigante em que as pessoas podem criar diferentes músicas (pisando é claro). Ainda no primeiro piso da loja temos a "Fantástica Fábrica de Chocolate" onde as crianças pegam uma sacola e nela botam o máximo de doces possíveis e no primeiro piso também tem a Fábrica de criar Muppets.

## História
Frederick August Otto Schwarz e seus três irmãos fundaram a famosa loja de brinquedos em 1862, na cidade de Baltimore, apenas seis anos depois de terem imigrado aos Estados Unidos vindos de Westphalia, na Alemanha. Em 1870, Frederick se mudou para Nova Iorque, onde abriu a Toy Bazaar na Broadway. Com a ajuda de seus três irmãos, que estavam em constante contato com a Europa à procura de novidades no segmento de brinquedos, a loja prosperou. O nome depois passou a ser FAO Schwarz (F de Frederick, A de August e O de Otto).
Em 1876, a loja lançou seu primeiro catálogo. Em 1880, ela se mudou para a Union Square, badalada região de Nova Iorque. Depois da mudança para dois outros endereços na cidade, em 1931, estabeleceu-se na famosa Fifth Avenue.
A FAO Schwarz notadamente apareceu no filme Big (1988), estrelado por Tom Hanks, no qual Hanks e Robert Loggia tocaram juntos no piano da loja. A loja também apareceu nas filmagens de Home Alone 2: Lost in New York.
Atualmente, devido a problemas financeiros, a FAO Schwarz só pode ser encontrada em Nova Iorque, Las Vegas e Chicago.
Em 2015, a empresa anunciou que está fechando a sua loja conceito na Quinta Avenida, onde foi filmada a famosa cena do piano com Tom Hanks e que era um popular destino turístico na cidade.